# Tweede Kamerverkiezingen in het kiesdistrict Zaltbommel
Tweede Kamerverkiezingen in het kiesdistrict Zaltbommel geeft een overzicht van verkiezingen voor de Nederlandse Tweede Kamer in het kiesdistrict Zaltbommel in de periode 1848-1850.
Het kiesdistrict Zaltbommel werd ingesteld na de grondwetsherziening van 1848.  Tot het kiesdistrict behoorden de volgende gemeenten: Ammerzoden, Beesd, Beusichem, Brakel, Buren, Buurmalsen, Culemborg, Deil, Dreumel, Driel, Est en Opijnen, Gameren, Geldermalsen, Haaften, Hedel, Heerewaarden, Herwijnen, Hurwenen, Kerkwijk, Nederhemert, Ophemert, Poederoijen, Rossum, Varik, Vuren, Waardenburg, Wadenoijen, Zaltbommel, Zoelen en Zuilichem.
Het kiesdistrict Zaltbommel vaardigde in dit tijdvak per zittingsperiode één lid af naar de Tweede Kamer. 
Legenda
- cursief: in de eerste verkiezingsronde geëindigd op de eerste of tweede plaats, en geplaatst voor de tweede ronde;
- vet: gekozen als lid van de Tweede Kamer.

## 30 november 1848
De verkiezingen werden gehouden na ontbinding van de Tweede Kamer, na inwerkingtreding van de herziene grondwet.
|                                   | 30 november |
| --------------------------------- | ----------- |
| Kiesgerechtigden                  | 935         |
| Opkomst                           | 826         |
| Geldige stemmen                   | 823         |
| Blanco stemmen                    | 3           |
| Kandidaten                        |             |
| E.W. van Dam van Isselt           | 626         |
| C.E.J.F. van Nispen van Pannerden | 144         |

## 24 juni 1849
Edmond van Dam van Isselt, gekozen bij de verkiezingen van 30 november 1848, trad op 3 mei 1849 af. Om in de ontstane vacature te voorzien werd een tussentijdse verkiezing gehouden.
|                                    | 24 juni | 10 juli |
| ---------------------------------- | ------- | ------- |
| Kiesgerechtigden                   | 935     | 935     |
| Opkomst                            | 614     | 337     |
| Geldige stemmen                    | 614     | 335     |
| Blanco stemmen                     | 0       | 2       |
| Kandidaten                         |         |         |
| O.W.A. van Bylandt van Mariënweerd | 256     | 431     |
| W.R. van Hoëvell                   | 164     | 183     |
| B. Post                            | 112     |         |
| E.W. van Dam van Isselt            | 73      |         |
| Æ. Mackay                          | 11      |         |

## 6 augustus 1849
O.W.A. van Bylandt van Mariënweerd, gekozen bij de verkiezingen van 24 juni en 10 juli 1849, nam zijn benoeming niet aan. Om in de ontstane vacature te voorzien werd een tussentijdse verkiezing gehouden.
|                  | 6 augustus |
| ---------------- | ---------- |
| Kiesgerechtigden | 935        |
| Opkomst          | 537        |
| Geldige stemmen  | 534        |
| Blanco stemmen   | 2          |
| Kandidaten       |            |
| W.J. van Hoytema | 279        |
| B. Post          | 123        |
| W.R. van Hoëvell | 109        |
| Viruly van Vuren | 7          |

## 8 september 1849
W.J. van Hoytema, gekozen bij de verkiezingen van 6 augustus 1849, nam zijn benoeming niet aan. Om in de ontstane vacature te voorzien werd een tussentijdse verkiezing gehouden.
|                      | 8 september |
| -------------------- | ----------- |
| Kiesgerechtigden     | 935         |
| Opkomst              | 407         |
| Geldige stemmen      | 404         |
| Blanco stemmen       | 1           |
| Kandidaten           |             |
| W.R. van Hoëvell     | 271         |
| B. Post              | 49          |
| J.T. van de Kasteele | 27          |
| Ten Bockel           | 18          |
| W.L.F.C. van Rappard | 6           |
| B.H. Mackay          | 5           |
| J. Hora Siccama      | 5           |

## Opheffing
In 1850 werd het kiesdistrict Zaltbommel opgeheven. De tot het kiesdistrict behorende gemeenten werden ingedeeld bij het al bestaande kiesdistrict Amersfoort (Beusichem, Buren, Buurmalsen en Culemborg) dat omgezet werd in een meervoudig kiesdistrict, en bij het nieuw ingestelde kiesdistrict Tiel (de overige gemeenten).